# Paledah
Paledah is een bestuurslaag in het regentschap Ciamis van de provincie West-Java, Indonesië. Paledah telt 5344 inwoners (volkstelling 2010).